# انجمن حمایت از بیماران مبتلا به اختلال هویت جنسی ایران
انجمن حمایت از بیماران مبتلا به اختلال هویت جنسی ایران، انجمنی رسمی در ایران است که هدف آن شناسایی، ساماندهی، حمایت و درمان بیماران مبتلا به اختلال هویت جنسی می‌باشد.
اختلال هویت جنسی، وضعیتی روانشناختی است که در آن فرد احساسی به جنسیت خود و جنسیت فیزیکی خود ندارد

## تاریخچه
کمیته کشوری حمایت از بیماران اختلال هویتی و تراجنسی ایران در دوران ریاست جمهوری سید محمد خاتمی تشکیل شد. هدف این کمیته حمایت قانونی و شرعی از تراجنسی‌ها در ایران است. متقاضیان تغییر جنسیت، جهت کسب اجازه قانونی برای عمل تغییر جنسیت می‌بایست گواهی پزشکی در تأیید پریشانی هویت جنسی خود را به این کمیته ارائه دهند. دستور صدور شناسنامه جدید به مراجع زیربط برای افراد واجد شرایط از جمله وظایف این کمیته است.
این انجمن در تاریخ ۲۵/۹/۱۳۸۶ تحت شماره ۲۱۹۹۶ در اداره کل ثبت شرکت‌ها و مالکیت صنعتی سازمان ثبت اسناد و املاک کشور به ثبت رسید و در هیئت مرکزی نظارت بر سازمان‌های مردم نهاد مستقر در وزارت کشور و وزارت بهداشت و درمان و چند وزارتخانه و سازمان‌های دولتی دیگر طرح و با تأسیس و فعالیت این سازمان موافقت گردید.
پس از فوت مریم خاتون ملک‌آرا هیئت مدیره این انجمن در اعلامی عمومی در اردیبهشت سال ۹۲، دست به تغییر هیئت مدیره خود زده و افراد جدیدی با رای محمع عمومی به عنوان هیئت مدیره انتخاب شدند

## اهداف انجمن
هدف اصلی از تأسیس انجمن حمایت از بیماران مبتلا به اختلال هویت جنسی و ساماندهی اقدامات حمایتی از آنان است. در این راستا این انجمن اهداف زیر را دنبال می‌کند:
- آشنا نمودن عموم مردم با این اختلال به عنوان مشکلی که نیاز به مداخله و درمان دارد.
- شناسایی موارد جدید و ایجاد بانک اطلاعاتی به منظور شناسنامه دار نمودن افراد مبتلا به این اختلال.
- پیگیری موارد قدیمی و تحقیق دربارهٔ سرنوشت آنان و برآورد میزان رضایت آنان در هر شرایطی که هستند.
- جلب مشارکت‌های مردمی و نهادینه کردن آن‌ها به منظور کمک به این بیماران
- ایجاد ارتباط با مجامع علمی جهان در ارتباط با پدیده اختلال هویت جنسی
- جهت دار کردن اقدامات درمانی و پیگیری موارد